# Daima Beltrán
Daima Mayelis Beltrán Guisado (ur. 10 września 1972) – kubańska judoczka. Dwukrotna olimpijka. Srebrna medalistka z Sydney 2000 i Aten 2004. Walczyła w wadze ciężkiej.
Mistrzyni świata w 1997 i 1999, trzecia w 1995, 2001 i 2003; uczestniczka zawodów w 1993. Zdobyła trzy medale w drużynie. Startowała w Pucharze Świata w latach 1989, 1990, 1993, 1995-1997, 1999, 2000 i 2004. Złota medalistka igrzysk panamerykańskich w 1995, 1999 i 2003. Triumfatorka igrzysk Ameryki Środkowej i Karaibów w 1990, 1993 i 1998. Zdobyła osiem medali na mistrzostwach panamerykańskich w latach 1994 - 2002. Wygrała uniwersjadę w 1995 i trzecia w 1999 roku.

## Letnie Igrzyska Olimpijskie 2000
| Konkurencja | Eliminacje             | Eliminacje              | Eliminacje               | Finały                   | Finały           | Klas. końcowa |
| Konkurencja | Przeciwnik I           | Przeciwnik II           | 1/4                      | 1/2                      | Finał            | Miejsce       |
| ----------- | ---------------------- | ----------------------- | ------------------------ | ------------------------ | ---------------- | ------------- |
| +78 kg      | Kim Seon-young (KOR) Z | Caroline Curren (AUS) Z | Brigitte Olivier (BEL) Z | Mayumi Yamashita (JPN) Z | Yuan Hua (CHN) P | 2.            |

## Letnie Igrzyska Olimpijskie 2004
| Konkurencja | Eliminacje            | Eliminacje               | Eliminacje              | Finały             | Finały               | Klas. końcowa |
| Konkurencja | Przeciwnik I          | Przeciwnik II            | 1/4                     | 1/2                | Finał                | Miejsce       |
| ----------- | --------------------- | ------------------------ | ----------------------- | ------------------ | -------------------- | ------------- |
| +78 kg      | Karina Bryant (GBR) Z | Tatiana Bvegadzi (CGO) Z | Giovanna Blanco (VEN) Z | Sun Fuming (CHN) Z | Maki Tsukada (JPN) P | 2.            |